# Pierre Revol
Pour les articles homonymes, voir Revol.
Pierre Revol, né le 10 avril 1748 à L'Albenc dans la province du Dauphiné et mort à Grenoble le 22 septembre 1811, est un député du tiers état aux États généraux de 1789.

## Biographie

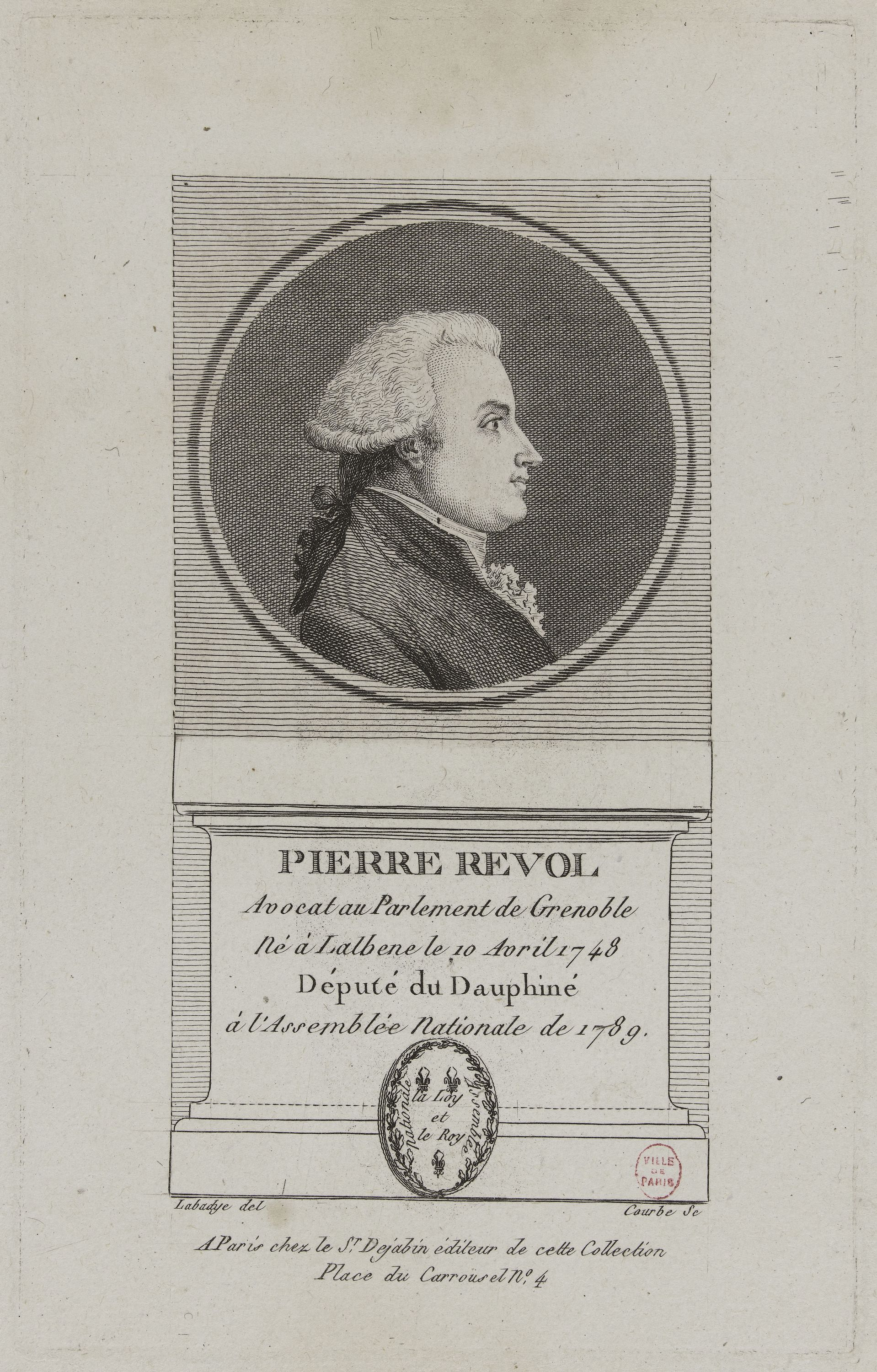
Pierre Revol. Collection des portraits des deputés a l'Assemblée nationale de 1789, musée Carnavalet, Paris.

Pierre Revol est né le 10 avril 1748 à L'Albenc dans la province du Dauphiné,.
Pierre Revol est avocat au Parlement de Grenoble,. Ses plaidoiries lui donnent une réputation d'orateur brillant. En 1788, il participe au mouvement contre l'enregistrement forcé des édits de Loménie de Brienne par le parlement de Grenoble et assiste à la réunion des états généraux du Dauphiné au château de Vizille et à Romans,.
Le 2 janvier 1789, il est élu député du tiers état aux États généraux de 1789 pour la province de Dauphiné,,,,. Il est le septième député du tiers état de la province de Dauphiné, sur douze élus,.
À l'Assemblée nationale constituante, il est d'abord partisan des réformes et prête le serment du Jeu de paume. Mais il désapprouve ensuite les mesures prises et signe les protestations des 12 et 15 septembre 1791 contre les actes de l'Assemblée nationale constituante. Il siège jusqu'à la fin de la session de cette assemblée le 30 septembre 1791.
Il est arrêté comme suspect en 1793 et n'est remis en liberté qu'après la chute de Robespierre le 9 thermidor an II (27 juillet 1794).
Il redevient avocat à Grenoble.
Rallié au Consulat, il devient juge suppléant au tribunal civil de Grenoble en l'an VIII, juge à la cour d'appel de Grenoble en l'an XII et président de chambre à cette cour le 17 avril 1811. Il meurt six mois après, à Grenoble, le 22 septembre 1811,.